# Histoire orale

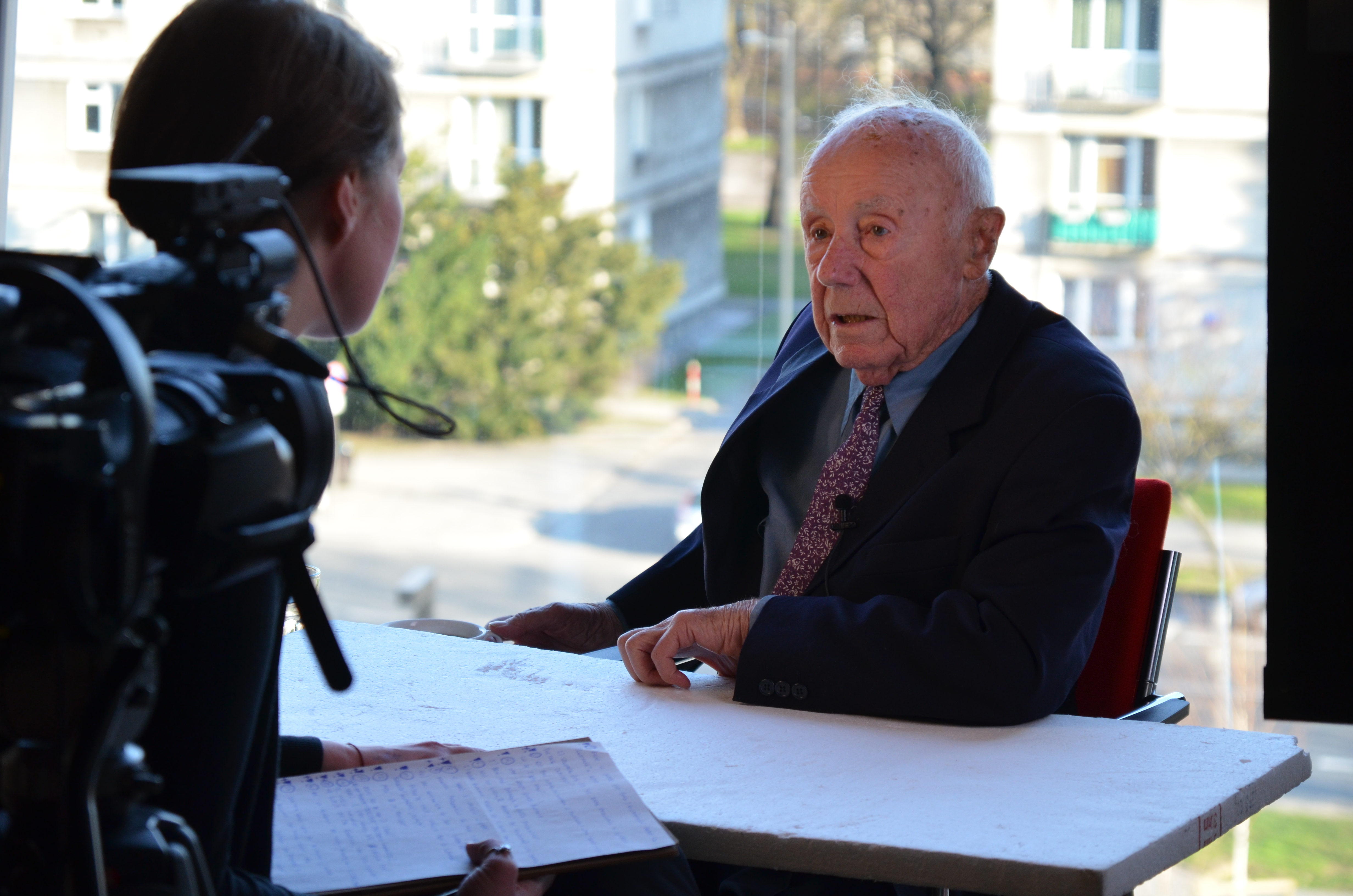
Symcha Rotem dit « Kazik », lors d'une interview pour le Musée POLIN de l'histoire des Juifs polonais. (L'interview est disponible dans la collection du musée POLIN).

L'histoire orale est un concept qui désigne un ensemble de pratiques basées sur l'entrevue, souvent enregistrée, pour transmettre des témoignages au sujet de l'expérience vécue et du passé en général. Autrefois cantonnée à la cueillette de données scientifiques pour les historiens, elle s'est libéralisée au cours des dernières décennies, notamment à l'aide des nouvelles technologies audiovisuelles, et a pris une portée interdisciplinaire et parfois créative. Considérée aujourd'hui, notamment par la recherche qualitative, comme un moyen privilégié d'expression de la subjectivité,, elle véhicule la mémoire des personnes interviewées en ce qui a trait entre autres à leur expérience personnelle. Elle concerne aussi le recueil de récits portés par des personnes qui ne sont pas nécessairement les témoins oculaires des faits rapportés. L'histoire orale se réfère également aux informations recueillies par cette méthode et aux travaux écrits (publiés ou non) basés sur ces données. Quoique ses traces soient traditionnellement conservées dans les dépôts d'archives et les grandes bibliothèques, l'apparition d'Internet ouvre de nouvelles avenues de diffusion,.

## Histoire

### Origines
Utiliser des témoignages oraux en histoire est une pratique ancienne, le premier historien reconnu pour avoir travaillé avec des récits oraux est Hérodote d'Halicarnasse, qui écrit dans son deuxième livre : « À partir de maintenant, j'exposerai les récits [logoi] des Égyptiens comme je les ai entendus [akouô] ».
Pour Hérodote, les principaux instruments de la connaissance sont la vue, qui sert à voir les événements, les objets ou les monuments, et l'ouïe, qui permet de rassembler des témoignages oraux (akoé). Il privilégie la première à la seconde car il ne croit un témoignage que s'il a pu le vérifier visuellement, mais il utilise des sources orales surtout en ce qui concerne le passé ou les coutumes des peuples lointains, par exemple l'Inde, l'Éthiopie ou la Scythie.
Hérodote pense que l'enquête orale est moins fiable et plus compliquée que l'enquête visuelle. De plus, il distingue divers degrés d'informations venant d'une enquête orale. La source orale la plus sûre consiste à interroger personnellement quelqu'un qui a vu l'événement ou à interroger des personnes détenant un savoir officiel tel que les prêtres des Égyptiens ou les prêtresses de Dodone. Dans la mesure du possible, les paroles doivent être vérifiées par la vue. Cependant, beaucoup d'autres d'informations sont de deuxième voire de troisième main. Thucydide reprend sa méthode pour étudier la guerre du Péloponnèse.
Hérodote et Thucydide créent la notion de témoins oculaires et auriculaires et conçoivent les premières enquêtes orales croisant les témoignages qu'ils recueillent. Cette importance du témoin est conservée dans l'histoire depuis l'antiquité juive et chrétienne, en passant par les chroniques médiévales jusqu'à Voltaire ou même Michelet, historien du XIXe siècle. En Chine, lors de la période de la dynastie Zhou (1122-256 av. J.-C.), l'empereur mande des scribes pour recueillir les paroles du peuple dans l'intérêt des historiens de la cour. Le missionnaire franciscain espagnol du XVIe siècle, Bernardino de Sahagùn et ses assistants interrogent une douzaine d'Indiens qui connaissent bien l'histoire aztèque et écrivent sur cette base un livre comprenant 1 850 illustrations. Les africanistes, quant à eux, se tournent depuis le XIXe siècle (voire avant) vers la tradition orale, dont celle des griots, car il s'y trouve des informations transmises de génération en génération.

### Rejet
En dépit de la tradition de transmission orale de l'histoire, le mouvement scientifique critique cette pratique à la fin du XIXe siècle. Celle-ci reste néanmoins forte pendant plus de cinquante ans, en particulier dans le recueil de contes. Certains historiens allemands du XIXe siècle, dont Leopold von Ranke, veulent que les historiens relatent le passé objectivement en se basant sur des documents écrits et non à partir de leur imagination. Le même Ranke considère cependant les témoins oculaires comme les sources les plus authentiques et directes en histoire et s’appuie sur les documents écrits produits, correspondances, mémoires, rapports d'ambassade…
Ce discrédit est aussi porté par des chercheurs français. Ils rejettent les témoignages oraux appelés à l'époque « tradition orale ». Ils ne conservent que les documents écrits pour écrire l'Histoire,.
Cependant, aux États-Unis, Hubert Howe Bancroft reconnait qu'il n'y a pas de grandes collections de livres, de journaux, de cartes et de manuscrits dans l'ouest Nord-américain mais que les sources sont les mémoires des personnes. Il engage des gens pour l'aider dans ses interviews et publie cinq volumes de témoignages.

### Essor
Durant le premier tiers du XXe siècle, d'autres historiens commencent à voir les bénéfices de l'histoire orale. Le Federal Writers Project (projet d'écrivains fédéraux), créé durant le New Deal, a pour but de montrer la diversité culturelle en Amérique. W. T. Couch décide d'étendre cette étude et rassemble plus de 10 000 récits d'Américains. En France, ce sont les linguistes et les philologues qui entreprennent d'enregistrer des témoignages. Ils créent les « archives de la parole » en 1911.
Les historiens américains spécialistes de l'armée utilisent beaucoup les méthodes de l'histoire orale durant la Seconde Guerre mondiale, pour collecter des comptes rendus de la vie des militaires et des opérations militaires. Ils se servent aussi de documents écrits. Le lieutenant-colonel A. Marshall est un pionnier dans l'histoire orale de l'armée. Il interroge de nombreuses personnes à travers l'Europe à propos des opérations militaires. En 1948, Allan Nevins, professeur d'histoire à l'université Columbia, établit les premières archives afin de préserver les interviews. Il s'agit de l'Oral History Research Office (service de recherche d'histoire orale). Avant d'être historien, il est journaliste et interroge directement des personnes, élément essentiel du métier de reporter. Jacques Barzun et Henry F. Graff, deux collègues de Nevins, appellent au scepticisme savant et à la vérification des témoignages. Ils considèrent les propos des témoins oculaires comme partiaux et peu fiables. Dans les années 1950, les universités de Californie à Los Angeles et Berkeley développent des archives d'histoire orale. Par la suite, plusieurs universités suivent leur exemple tout comme les bibliothèques présidentielles, les agences du gouvernement, les corporations, les syndicats de travailleurs et les ordres religieux. Tous créent leurs propres archives orales.
Les premiers projets d'histoire orale aux États-Unis sont des récits portant sur les élites politiques, économiques et culturelles et adoptent une perspective d'histoire orale « du haut vers le bas ». À l'inverse, les projets des Européens s'enracinent plutôt dans l'histoire sociale et culturelle associée aux mouvements politiques de gauche. Ils réexaminent l'histoire « de bas en haut », en incluant les voix des personnes auparavant exclues de l'histoire. En 1954, l'Université de Californie à Berkeley crée un département régional d'histoire orale. George Stawart décide de continuer les interviews de Hubert Howe Bancroft. Cinq ans plus tard, en 1959, l'Université de Californie à Los Angeles met en place un programme d'histoire orale, sur la demande d'historiens, de libraires et d'autres universitaires.
Les premiers programmes universitaires basés sur l'histoire orale en Amérique voient le jour en 1960. Les archives nationales américaines commencent leurs programmes d'histoire orale dans les bibliothèques présidentielles entre 1961 et 1969. Les projets présidentiels jouent un rôle crucial en plaçant le gouvernement fédéral dans le courant de l'histoire orale. De plus, ils élargissent la définition de l'histoire politique, avec des interviews de personnes influentes, ou non, de l'administration de la Maison Blanche.[réf. nécessaire]

### Nouveaux outils
L'histoire orale s'étend considérablement au cours des années 1960. Une partie de cette expansion est due à l'accès au magnétophone à cassette, inventé en 1963.
En 1966, les historiens britanniques fondent The History Workshop (l'Atelier d'Histoire) reposant sur la collaboration entre chercheurs, archivistes, conservateurs, historiens locaux et utilisant des travaux amateurs réalisés par des passionnés. L'histoire orale est l'un des outils qui convient à tous. En 1978, le travail de Paul Thompson donne de la crédibilité scientifique aux « histoires cachées » révélées par les interviews. Aux États-Unis, l'approche par le bas s'implante dans les années 1970, lorsque les historiens oraux s'intéressent grandement aux races, aux genres, aux classes et aux communautés locales. Énormément d'ouvrages d'histoire orale sont vendus grâce à la promotion de cette tendance, ce qui permet au mouvement d'être largement reconnu. Les historiens oraux débattent du mérite des interviews des élites ou des personnes plus modestes. Cependant, beaucoup apprécient que les deux approches utilisent la même méthode. Pour avoir une compréhension plus vaste des actions et des contre-actions, des motivations et des résultats de l'histoire humaine, les enquêteurs interrogent tout type de personnes et élaborent des projets qui enregistrent de nombreuses perspectives de différents niveaux. Les projets d'histoire orale deviennent un élément essentiel du programme des universités et des organisations communautaires. Les gouvernements perçoivent aussi la valeur de la collecte d'interviews. Durant la Seconde Guerre mondiale, l'armée américaine envoient des reporters enquêter immédiatement après les batailles sur les expériences de combats vécues par les soldats. Après la Seconde Guerre mondiale, des projets d'interviews des combattants se développent dans chaque camp ; il s'agit d'interroger les stratèges militaires, les prisonniers de guerre, les objecteurs de conscience et ceux qui travaillent à la défense. Parfois, les enquêtes sont internes afin de créer leurs propres archives. D'autres entités collectent aussi des témoignages, tels les parcs nationaux, qui les utilisent pour informer leurs visiteurs ou comme source pour reconstruire des bâtiments.[réf. nécessaire]

### Expansion
Le mouvement de l'histoire orale se répand à travers le monde. En Asie, Afrique ou en Amérique Latine, il sert à enregistrer les témoignages de ceux qui ont renversé les anciens ordres et de ceux qui ont souffert sous ces régimes. En Europe de l'Est, les historiens enregistrent les dires de personnes ayant vécu sous le régime communiste avec une histoire unilatérale[pas clair], et interrogent les protagonistes des deux camps. Certaines sociétés utilisent l'histoire orale pour comprendre et lutter contre d'anciennes injustices. Les Australiens revoient leurs relations avec les Aborigènes, les Américains et les Canadiens font de même avec les autochtones. En France, le mouvement de l'histoire orale apparaît grâce à la convergence de plusieurs éléments : l'invention du magnétophone, en 1948, et sa diffusion à partir des années 1960. Les sciences sociales adoptent une nouvelle méthode, celle de l'entretien qualificatif. L'histoire orale continue de s'implanter dans le monde scientifique dans la deuxième moitié du siècle grâce à des successions de numéros spéciaux de revues, de colloques internationaux et de tables rondes interdisciplinaires.[réf. nécessaire]
L'histoire orale se distingue des autres courants telles l'histoire politique et institutionnelle traditionnelle, réalisée à partir d'archives politiques, ou l'histoire sociale quantitative, fondée sur les statistiques. Cette histoire, engagée, favorise la participation et veut aider les minorités malmenées ou oubliées à obtenir leur reconnaissance historique et culturelle. Un autre élément important est le lien avec l'histoire du temps présent. Cette dernière naît dans les années 1970 et hérite de nombreux témoignages transcrits d'acteurs (déportés, combattants et résistants) de la Seconde Guerre mondiale via l'Institut d'Histoire du Temps Présent, une section du CNRS. De plus, elle veut recueillir de nombreux discours, actions et mémoires des protagonistes encore vivants. L'histoire du temps présent sert de principale porte d'entrée de l'histoire orale anglo-saxonne et européenne en France.

### Archives orales
Le concept alternatif d'« archives orales » est créé par Dominique Aron-Schnapper en 1980 grâce aux résultats d'une enquête concernant le début historique de la Sécurité sociale en France. Cette historienne élabore cette notion après avoir étudié l'histoire orale à l'université de Columbia. L'arrivée de ce concept est suivie de nombreux débats au sein de la communauté historique au cours des années 1980. La théorie est la suivante : « les récits enregistrés des individus acteurs ou témoins étaient des données, des matériaux élaborés pour l'historien et non l'histoire elle-même, que les règles de la critique historique [devaient] leur être appliquées comme aux autres documents et qu'une fois déposés et archivés dans des institutions patrimoniales, ces matériaux devenaient des archives et des sources pour l'historien du futur ».

### Avancées technologiques
Les avancées technologiques aident les historiens oraux à conserver les témoignages plus longtemps. Cependant, ces innovations remettent aussi en question cette approche historique. Les études qui n'utilisent pas ces technologies deviennent rapidement démodées et moins utiles.
Les premiers enregistrements audios se font sur des cylindres phonographiques à la fin du XIXe siècle. Certains de ces enregistrements survivent et sont copiés sur cassettes et sous forme numérique. L'enregistreur à fil, inventé en 1898, est très encombrant et n'est utilisé que dans des endroits calmes. Les historiens oraux, durant le débarquement de Normandie, ne l'utilisent que dans les bateaux hôpitaux car ils craignaient que le volumineux objet attire l'attention des snipers. En 1948, cet appareil devient obsolète à la suite de l'arrivée du magnétophone. Ce dernier est plus populaire car portable, très fiable, et convient aux enregistrements stéréo. Le magnétophone à bande devient l'outil de base de l'historien oral. Durant la même année, le premier magnétophone commercial est mis en vente. En 1948, le Columbia Oral History Research Office ouvre ses portes. Sa méthode consiste à enregistrer les interviews grâce au magnétophone à bande et, ensuite, à retranscrire le témoignage. Dans un premier temps, les interviews sont enregistrés pour être retranscrites ultérieurement, mais, comme les transcriptions ne contiennent pas exactement les mêmes mots, les bandes sont perçues comme sans rapport avec leurs versions écrites. Dans le but d'économiser de l'argent, Columbia enregistre d'autres interviews sur d'anciennes cassettes. Lorsqu'en 1962 quelqu'un s'oppose à cette pratique, le directeur lui répond que conserver tous les enregistrements audios serait trop coûteux. Il rajoute qu'une personne sur cent demande à consulter les enregistrements audios. Cette méthode influence les autres sociétés américaines. L'Europe, contrairement aux États-Unis, suit les préférences britanniques et privilégie l'audio à la transcription. En 1963, la marque Philips présente le magnétophone à cassette compacte. Moins cher et moins encombrant, ce dernier surpasse rapidement le magnétophone à bande. Les archives nationales américaines conservent leurs anciens appareils et transforment les enregistrements sur cassettes audio en enregistrements pour magnétophones à bande.
Dans les années 1980, les États-Unis créent les « Archives Fortunoff » de l'université de Yale, qui travaille sur les survivants de l'Holocauste. Grâce à la Fondation Spielberg, fondée en 1994, cette institution regroupe plus de 50 000 témoignages filmés.

### Bibliothèque vivante
Le fonctionnement de la bibliothèque vivante oppose des lecteurs à des livres vivants, qui choisissent comment ils veulent s'intituler. Les lecteurs sélectionnent les titres dont ils désirent connaître le contenu. Puis, les documents vivants se livrent à leur emprunteur. Une supervision par les bibliothécaires tout au long du processus est importante afin d’éviter les mauvaises expériences.
Né en 2000 au festival de musique Roskilde au Danemark grâce à l’initiative de « Stop the violence », une organisation non gouvernementale opposée au racisme, le concept de bibliothèque vivante a dès de départ pour objectif de déconstruire les mécanismes de la violence subie par les minorités. Le premier évènement regroupe de jeunes participants et leur propose de faire face au préjugé en rencontrant l’inconnu et l’Autre. Les organisateurs les invitent à rencontrer le préjugé à la place d’en parler. Les notions d’ouverture d’esprit et de visite des traumas associés à la violence, leitmotivs de la bibliothèque vivante, reflètent les thèmes phares qu’a pris l’histoire orale en général au tournant du millénaire. L’une des forces de cet exercice réside dans son effet de cohésion sociale : elle renforce les liens parmi un groupe en luttant contre l’exclusion et en favorisant la participation.
Dès leur naissance, les bibliothèques vivantes n’auront jamais été restreintes à l’espace de la bibliothèque institutionnelle, mais celle-ci n’en demeure pas moins un lieu privilégié où tenter l’exercice et où pratiquer l’histoire orale en général.

## Éthique
Selon les personnes responsables du processus de recherche et d’archivage, les projets centrés sur l’histoire orale peuvent résulter en des usages plus ou moins constructifs des témoignages. Certains font de la récupération rhétorique des contenus, par exemple en représentant la souffrance des narrateurs pour sa grande efficacité émotionnelle. C’est entre autres pourquoi des voix au XXIe siècle proposent des modèles collaboratifs ou participatifs de recherche et d’archivage en histoire orale. Cet esprit concorde avec la volonté de cocréation propre à plusieurs disciplines, qui désirent travailler « avec » la communauté que de travailler « sur » elle. Les rôles peuvent même s’inverser dans des situations où la frontière entre intervieweurs et interviewés se brouille. Certains projets conjoints fonctionnent selon le principe inusité de mise en commun des recherches, aucune entrevue n’appartenant à un membre particulier de l’équipe. Un problème se pose parfois dans les projets participatifs où le choix du degré de confidentialité revient aux interviewés, qui risquent alors de voir leur entrevue omise des résultats de recherche en fonction de leur décision. Dans d’autres cas, le partage des données est obligatoire, car il est exigé par certains organismes subventionnaires. Cela entraîne des conséquences dans le cas de l’histoire orale : non seulement les chercheurs renoncent à une partie de leur propriété intellectuelle, mais la récupération des données hors contexte.
On recommande aussi un partenariat étroit avec les peuples autochtones, longtemps victimes de racisme institutionnel de la part des musées et des chercheurs. Lentement mais sûrement, ces peuples commencent à avoir voix au chapitre en ce qui concerne la préservation de leur histoire orale. Au Canada, la recherche a récemment pris un virage déontologique grâce auquel les entrevues menées dans une communauté autochtone nécessitent désormais une autorisation en amont de la part de son comité éthique. Cette prise de contrôle des autochtones sur leur histoire s’étend aux bases de données, comme en Australie, où on voit naître des dépôts numériques en phase avec la vision autochtone des systèmes de gestion et adaptable selon les spécificités de chaque communauté.
Des chercheurs contemporains constatent, en faisant l’expérience de l’histoire orale, que celle-ci exige davantage qu’un cadre éthique prédéfini auquel il faut apposer sa signature. Selon eux, il ne faut pas négliger l’écoute active, l’adaptabilité à la personne qui parle, à son discours et à l’espace environnant ainsi qu’une prédisposition à accueillir le récit dans ses dimensions les plus difficiles.